# 威廉·布拉德福德 (朝圣先辈)
威廉·布拉福德（William Bradford，约1590年3月19日—1657年5月9日）是来自北英格兰約克郡西瑞丁的英国清教分离主义者，为了逃避英格兰詹姆士一世的迫害，先是移居到荷兰的莱顿，后于1620年乘坐五月花号移民到普利茅斯殖民地。他是《五月花公约》签署人之一，从1621年到1657年，断断续续担任普利茅斯殖民地总督凡30年。其《普利茅斯开拓史》日记记述了1620年到1646年的生活。

## 扩展阅读
- William Bradford correspondence, 1638–1648 (2 items) are held in the 國會圖書館 (美國).